# مارك جونز (ممثل)
مارك جونز (بالإنجليزية: Mark Lewis Jones)‏ هو ممثل بريطاني، ولد في 1964 في المملكة المتحدة.

## أعمال

### أفلام
- (2003) الجانب البعيد عن الوطن[5]
- (2004) طروادة[6][7][8]
- (2008) فتاة بولين الأخرى[9]
- (2010) روبن هود[10][11][12]
- (2015) الطفل 44[13][14]
- (2015) ملكة الصحراء
- (2017) الجيداي الأخير[15][16]
- (2018) رسول

## وصلات خارجية
- مارك جونز على موقع IMDb (الإنجليزية)
- مارك جونز على موقع ألو سيني (الفرنسية)
- مارك جونز على موقع أول موفي (الإنجليزية)
- مارك جونز على موقع قاعدة بيانات الأفلام السويدية (السويدية)
- مارك جونز على موقع قاعدة بيانات الفيلم (الإنجليزية)
- مارك جونز على موقع كينوبويسك (الروسية)